# Anita Ekberg
Pour les articles homonymes, voir Ekberg.
Anita Ekberg, née Kerstin Anita Marianne Ekberg le 29 septembre 1931 à Malmö en Suède et morte le 11 janvier 2015 à Rocca di Papa en Italie, est un mannequin et une actrice suédoise naturalisée italienne.
Bien qu'elle ait tourné cinq années durant à Hollywood, Anita Ekberg est surtout connue pour son rôle de Sylvia dans le film La dolce vita (1960) de Federico Fellini, notamment pour la scène à la fontaine de Trevi à Rome aux côtés de Marcello Mastroianni ; cette scène de La dolce vita est généralement considérée comme l'un des moments les plus emblématiques du cinéma occidental. Cette prestation lui vaudra le surnom de « bombe suédoise ».
Surnommée « l'Iceberg » par le chanteur Frank Sinatra, sa plastique « spectaculaire » de sex-symbol des années 1960 a inspiré à l'acteur Bob Hope la réflexion que ses parents auraient mérité le prix Nobel d'architecture.

## Biographie

### Enfance
Fille d'un docker, Kerstin Anita Marianne Ekberg naît le 29 septembre 1931 à Malmö en Suède, sixième d'une famille de huit enfants.

### Carrière
Élue Miss Suède en 1951, Anita Ekberg échoue au concours de Miss Univers, mais signe un contrat de mannequinat aux États-Unis.

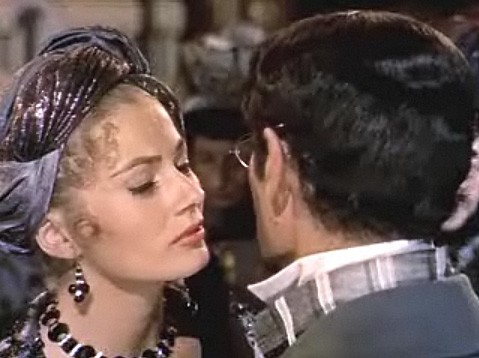
Anita Ekberg et Henry Fonda dans Guerre et paix (1956).

Elle débute en 1953 à Hollywood pour les studios Universal dans des apparitions purement décoratives non créditées, jusqu'à ce que John Wayne lui donne en 1955 un rôle plus significatif dans L'Allée sanglante (Blood Alley, 1955 - William A. Wellman).
On la voit ensuite aux côtés du tandem Jerry Lewis et Dean Martin dans deux films de Frank Tashlin : Artistes et Modèles (Artists and Models, 1955) et Un vrai cinglé de cinéma (Hollywood or Bust, 1956) ainsi que dans la grande saga Guerre et Paix (War and Peace, 1956) de King Vidor où elle interprète le rôle de Hélène Kouraguine face à Henry Fonda. C'est Gerd Oswald qui lui offre des rôles plus intéressants : Valerie (1957), un western dont la structure narrative s'inspire de Rashōmon, où elle a Sterling Hayden et son époux Anthony Steel comme partenaires, et le film noir Le Ballet du désir (Screaming Mimi).

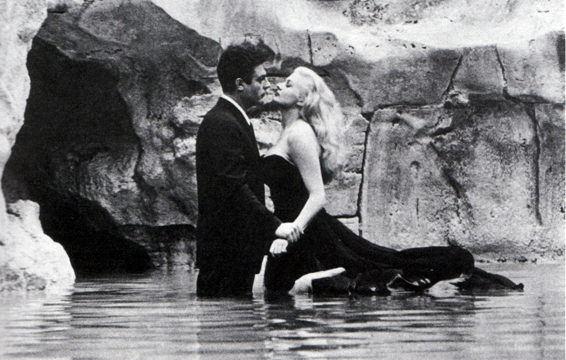
Avec Marcello Mastroianni dans La dolce vita (1960).

Federico Fellini la choisit pour jouer Sylvia Rank, la star de cinéma américaine dans La dolce vita (1960), le film qui consacre véritablement sa carrière et qui l'immortalise dans la mémoire des cinéphiles avec la fameuse scène du bain dans la fontaine de Trevi, à Rome, aux côtés de Marcello Mastroianni.
En novembre 1961, elle pose pour le magazine Playboy. Fellini refait appel à elle pour le rôle d'une pulpeuse créature vantant les mérites du lait dans La Tentation du docteur Antonio, l'un des quatre sketches de Boccace 70 (Boccaccio 70, 1962) puis, quelques années plus tard, pour Les Clowns (1970). Elle tourne encore un peu à Hollywood, notamment dans Quatre du Texas (Four for Texas, 1963), un film de Robert Aldrich avec Frank Sinatra, Dean Martin et Ursula Andress, ou Tiens bon la rampe, Jerry (Way, Way Out, 1966) de Gordon Douglas, où elle retrouve Jerry Lewis.
En 1987, après de nombreux films italiens sans grand intérêt, elle interprète son propre rôle dans Intervista, le dernier film qu'elle tourne avec Fellini. Retrouvant pour l’occasion Marcello Mastroianni, elle revoit avec lui la fameuse scène de la fontaine de Trevi, confirmant ainsi les propos de Roger Ebert, critique de film, qui écrivit un jour qu'Anita Ekberg « était la seule personne capable de jouer son personnage ».

### Vie privée et décès
Le 22 mai 1956, Anita Ekberg épouse à Florence l'acteur britannique Anthony Steel. Ils divorcent en 1959 (et A. Steel se remarie en 1964 avec Hannerl Melcher, Miss Autriche 1957).
Le 9 avril 1963, elle épouse à Viganello (Suisse) l'acteur Rik Van Nutter, dont elle divorce en 1970.
En 2011, l'actrice vit dans une maison pour personnes âgées en Italie, à côté de Rome, seuls quelques voisins lui rendent encore visite, ainsi que les services sociaux. Dans le besoin, elle doit demander une aide financière à la fondation Federico-Fellini.
Anita Ekberg meurt le 11 janvier 2015 à Rocca di Papa en Italie des conséquences d'un cancer du foie, diagnostiqué environ un an avant. Ses funérailles ont lieu le 14 janvier à 11 heures, dans l'église évangélique luthérienne de Rome. Son corps est ensuite incinéré, puis ses cendres inhumées dans le cimetière de l'église de Skanör en Suède.

## Filmographie

### Cinéma

#### Années 1950

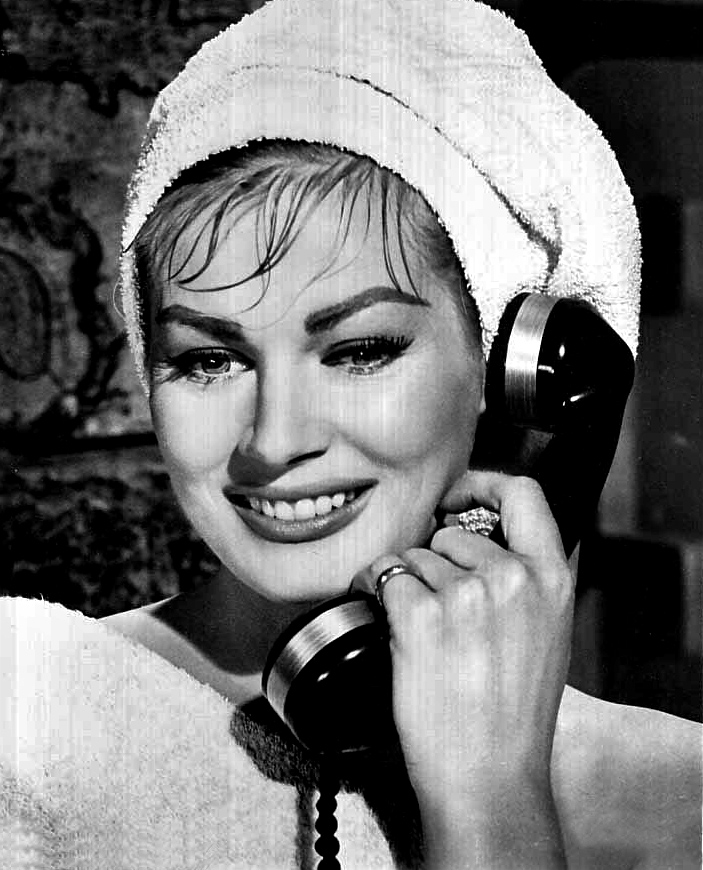
Dans Un vrai cinglé de cinéma (1956).

- 1953 : Deux Nigauds chez Vénus (Abbott and Costello Go to Mars) de Charles Lamont : La garde vénusienne
- 1953 : Le Gentilhomme de la Louisiane (The Mississippi Gambler) de Rudolph Maté : Une domestique
- 1953 : La Légende de l'épée magique (The Golden Blade), de Nathan Juran
- 1955 : L'Allée sanglante (Blood Alley) de William A. Wellman : Wei Ling
- 1955 : Artistes et Modèles (Artists and Models) de Frank Tashlin : Anita
- 1956 : Un vrai cinglé de cinéma (Hollywood or Bust) de Frank Tashlin : Anita
- 1956 : Guerre et paix (War and Peace),de King Vidor : Helena Kuragina
- 1956 : Man in the Vault de Andrew V. McLaglen : Flo Randall
- 1956 : Les Échappés du néant (Back from Eternity) de John Farrow : Rena
- 1957 : Zarak le valeureux (Zarak) de Terence Young : Salma
- 1957 : Police internationale (Interpol) de John Gilling : Gina Broger
- 1957 : Valerie de Gerd Oswald : Valérie Horvat
- 1958 : Signes particuliers : néant (The Man Inside) de John Gilling : Trudie Hall
- 1958 : À Paris tous les deux (Paris Holiday) de Gerd Oswald : Zara
- 1958 : Le Ballet du désir (Screaming Mimi) de Gerd Oswald : Virgina Wilson/Yolanda Lange
- 1959 : Sous le signe de Rome (Nel segno di Roma) de Guido Brignone : Zénobie, reine de Palmire

#### Années 1960
- 1960 : La dolce vita de Federico Fellini : Sylvia
- 1960 : Petites Femmes et Haute Finance (Anonima cocottes) de Camillo Mastrocinque : Jeanne
- 1960 : Les Trois etc. du colonel de Claude Boissol : Georgina
- 1960 : Le Dernier Train de Shanghai (Apocalisse sul fiume giallo) de Renzo Merusi : Miss Dorothy Simmons
- 1961 : Les Mongols (I mongoli), d'André de Toth et Leopoldo Savona : Hulina
- 1961 : À huis clos (A porte chiuse) de Dino Risi : Olga Duvovich
- 1962 : Boccace 70 (Boccaccio '70), sketch Les Tentations du docteur Antoine (Le tentazioni del dottor Antonio) de Federico Fellini : Anita
- 1963 : Quatre du Texas (Four for Texas) de Robert Aldrich : Elya Carlson
- 1963 : Appelez-moi chef (Call me Bwana), de Gordon Douglas : Luba
- 1964 : Bianco, rosso, giallo, rosa de Massimo Mida : Alberchiaria
- 1965 : ABC contre Hercule Poirot (The Alphabet Murders) : Amanda Béatrice Cross
- 1965 : Belles d'un soir (Das Liebeskarussell) de Rolf Thiele, Axel von Ambesser et Alfred Weidenmann : Lolita Young
- 1966 : Comment j'ai appris à aimer les femmes (Come imparai ad amare le donne) de Luciano Salce : Margaret Joyce
- 1966 : Tiens bon la rampe, Jerry (Way... Way Out) de Gordon Douglas : Anna Soblova
- 1966 : Scusi, lei è favorevole o contrario? d'Alberto Sordi : baronne Olga
- 1967 : Sept fois femme (Woman Times Seven) de Vittorio De Sica : Claudia
- 1967 : Le Cobra (Il cobra) de Mario Sequi : Lou
- 1967 : Un sphinx tout en or (it) (La sfinge d'oro) de Luigi Scattini : Paulette
- 1968 : La Nuit du massacre (Crónica de un atraco) de Jesús Balcázar : Bessie
- 1969 : Mardi, c’est donc la Belgique (If It’s Tuesday, This Must Be Belgium) de Mel Ferrer et Mel Stuart : Interprète
- 1969 : La Mort sonne toujours deux fois (Blonde Köder für den Mörder) de Harald Philipp : Sophia Perretti
- 1969 : Malenka la Vampire (Malenka, la nipote del vampiro) d'Amando de Ossorio : Malenka/Sylvia Morel
- 1969 : Un sudario a la medida de José María Elorrieta : Jacqueline Monnard

#### Années 1970
- 1970 : Il divorzio de Romolo Guerrieri : Flavia
- 1971 : Les Clowns de Federico Fellini : elle-même
- 1972 : La Longue Chevauchée de la vengeance (La lunga cavalcata della vendetta), de Tanio Boccia : Jane
- 1972 : Meurtre dans la 17e avenue de Ferdinando Merighi : Mme Colette
- 1974 : Northeast of Seoul de David Lowell Rich : Katherine
- 1978 : La Petite sœur du diable (Suor Omicidi), de Giulio Berruti : Sœur Gertrude

#### Années 1980 à 2000
- 1980 : Pour les yeux de Jessica B (S*H*E: Secutiry Hazards Expert) de Robert Michael Lewis : Dr Else Biebling
- 1982 : La Grosse Fille (Cicciabomba) d'Umberto Lenzi : Baronne Judith von Kemp
- 1987 : Intervista de Federico Fellini : Elle-même
- 1991 : Le Comte Max (Il conte Max) de Christian De Sica : Marika
- 1992 : Ambrogio de Wilma Labate : Clarice
- 1997 : Bámbola de Bigas Luna : Mamma Greta
- 1998 : Le Nain rouge d'Yvan Le Moine : Paola Bendoni

### Télévision
- 1953 : Private Secretary (série télévisée) : La tueuse
- 1955 : Casablanca (série télévisée) : Katrina Jorgenson
- 1979 : L'Or des Amazones (Gold of the Amazon Women) de Mark. L. Lester (téléfilm) : Reine Na-Eela
- 1988 : Quando Ancora Non C'erano i Beatles de Marcello Aliprandi (téléfilm) : la pianiste
- 1996 : La Signora Della Citta de Beppe Cino (téléfilm) : Becky Winters
- 2002 : Beauty Centre (Il Bello Delle Donne), créée par Teodosio Losito (série télévisée) : Ingrid

## Hommages et postérité
- Anita Ekberg a été surnommée « l'Iceberg » par Frank Sinatra[5],[note 1], un sculpteur l'ayant statufiée en « Vénus de glace »[4]. Elle gagne ensuite le qualificatif de « bombe suédoise » après la sortie du film La dolce vita[4].
- Le chanteur Bob Dylan la mentionne dans la chanson I Shall Be Free de l'album The Freewheelin' Bob Dylan (1963) : « […] It's President Kennedy callin' me up / He said, "My friend, Bob, what do we need to make the country grow?" / I said, "My friend, John, Brigitte Bardot / Anita Ekberg / Sophia Loren" / Country'll grow. […] ».